# Zapato Point
Der Zapato Point (spanisch Punta Zapato ‚Schuhspitze‘, im Vereinigten Königreich Daedalus Point) ist eine Landspitze an der Danco-Küste des Grahamlands auf der Antarktischen Halbinsel. Sie liegt 5 km südwestlich des Cañón Point und markiert die nordöstliche Begrenzung der nördlichen Einfahrt zur Plata-Passage.
Teilnehmer der Belgica-Expedition (1897–1899) des belgischen Polarforschers Adrien de Gerlache de Gomery nahmen am 7. Februar 1898 eine grobe Kartierung vor. Der deskriptive Name der Landspitze ist erstmals auf einer argentinischen Landkarte aus dem Jahr 1954 zu finden. Das Advisory Committee on Antarctic Names übertrug die Originalbenennung im Jahr 1965 ins Englische. Das UK Antarctic Place-Names Committee dagegen benannte die Landspitze 1960 nach Daidalos, dem Erfinder aus der griechischen Mythologie.